# Hipódromo de Täby
O Hipódromo de Täby (em sueco: Täby Galopp) é uma praça de corrida de cavalos de Täby, a 15 km a norte de Estocolmo, na Suécia. 

Foi inaugurado em  1960.
É um dos três principais hipódromos da Suécia – Solvalla, Jägersro e Täby.
As principais competições aqui realizadas são o Grande Prémio de Estocolmo (Stockholms Stora Pris) e a Corrida da Primavera de Täby (Täby Vårsprint).

A instalação está fechada desde 2016. Construção de moradias está em andamento.

## Detalhes da pista
O hipódromo conta com duas pistas de obstáculos, uma pista de treino, uma pista de dirttrack (1 742 m) e uma pista de relvado/gramado (1 595 m).

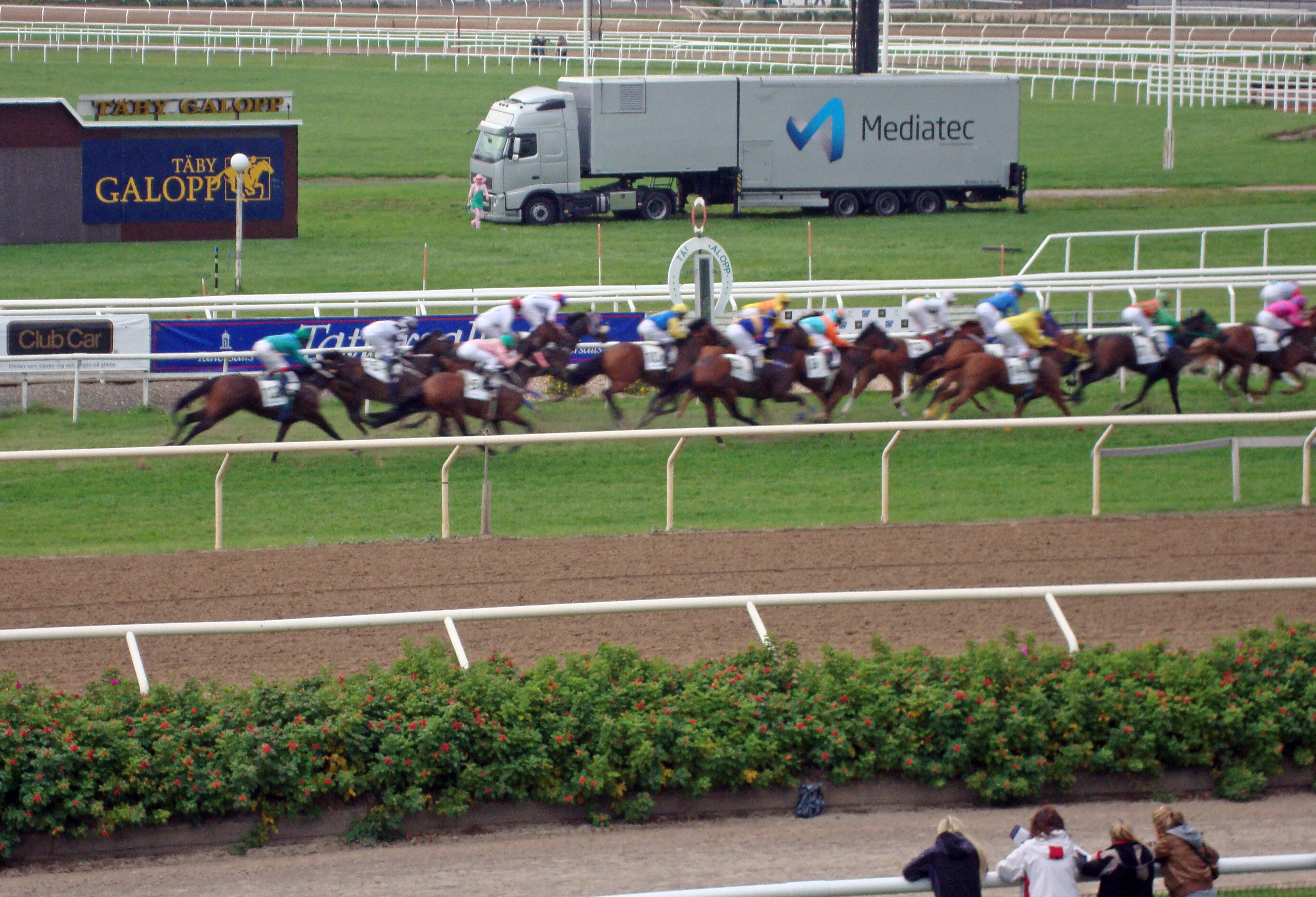
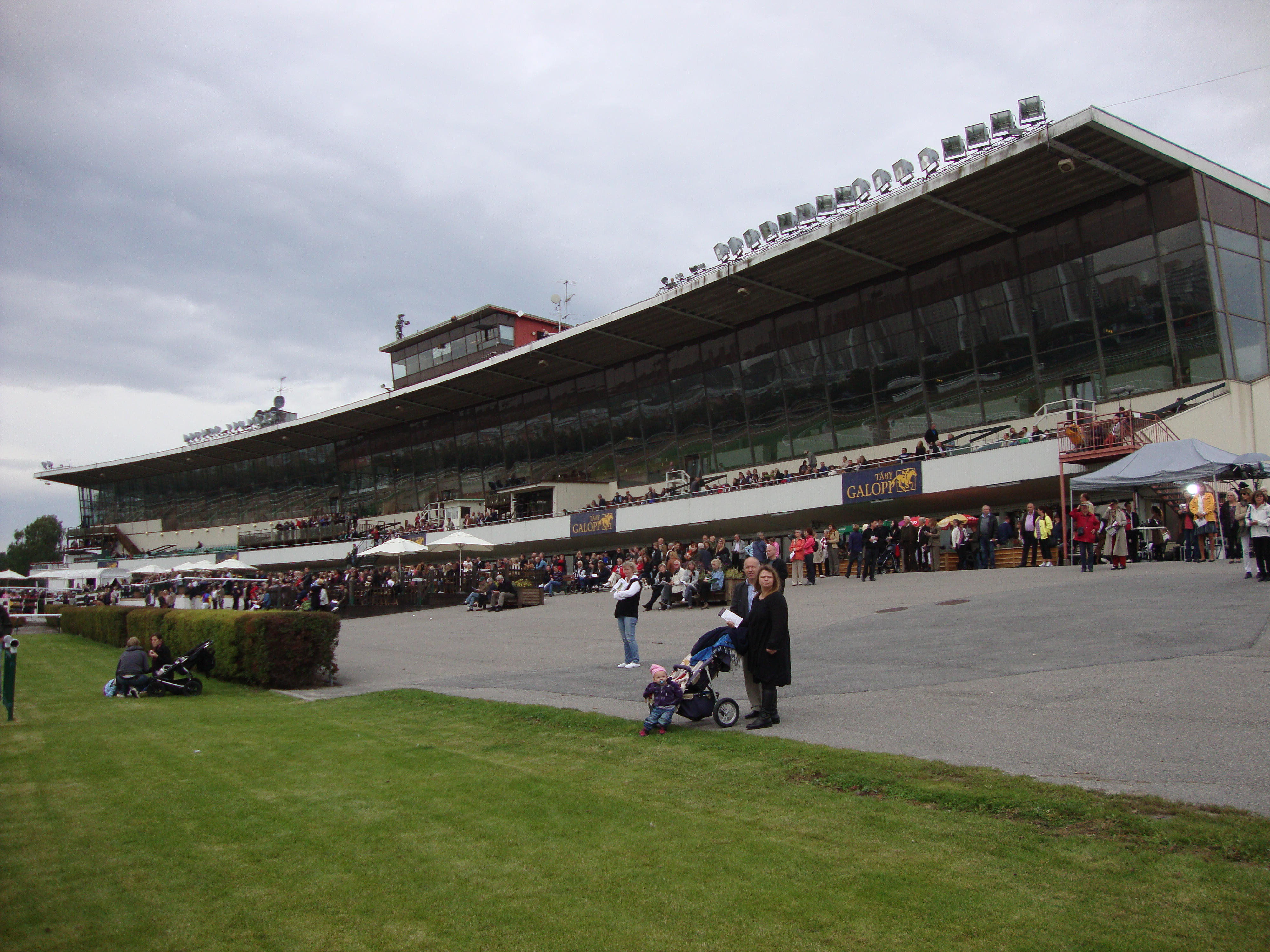